# Сидорин, Юрий Юрьевич
Сидорин Юрий Юрьевич (родился 26 сентября 1946 года) — российский учёный, кандидат физико-математических наук. Специализируется в области химии и материаловедения. Его исследования в области азидов тяжёлых металлов и нанотехнологий получили широкое признание.

## Биография

### Ранние годы и образование
Родился в Белоруссии, учился в школах в Украине (город Кировоград) и Казахстане (город Петропавловск). Высшее образование получил в Томском политехническом университете по специальности «Экспериментальная ядерная физика». Диссертацию защитил в Кемеровском Государственном университете. Прошёл годовую стажировку в Институте физики полупроводников в Вильнюсе.

### Карьера и исследования
После окончания учебного заведения, Юрий Юрьевич начал свою карьеру в Томском политехническом университете. Позже работал в Кемеровском государственном университете на должности доцента, имеет степень кандидата физико-математических наук. Рабочие длительные командировки включали Институт физики полупроводников в Фрязино, МИЭМ в Москве и город Парма в Италии.

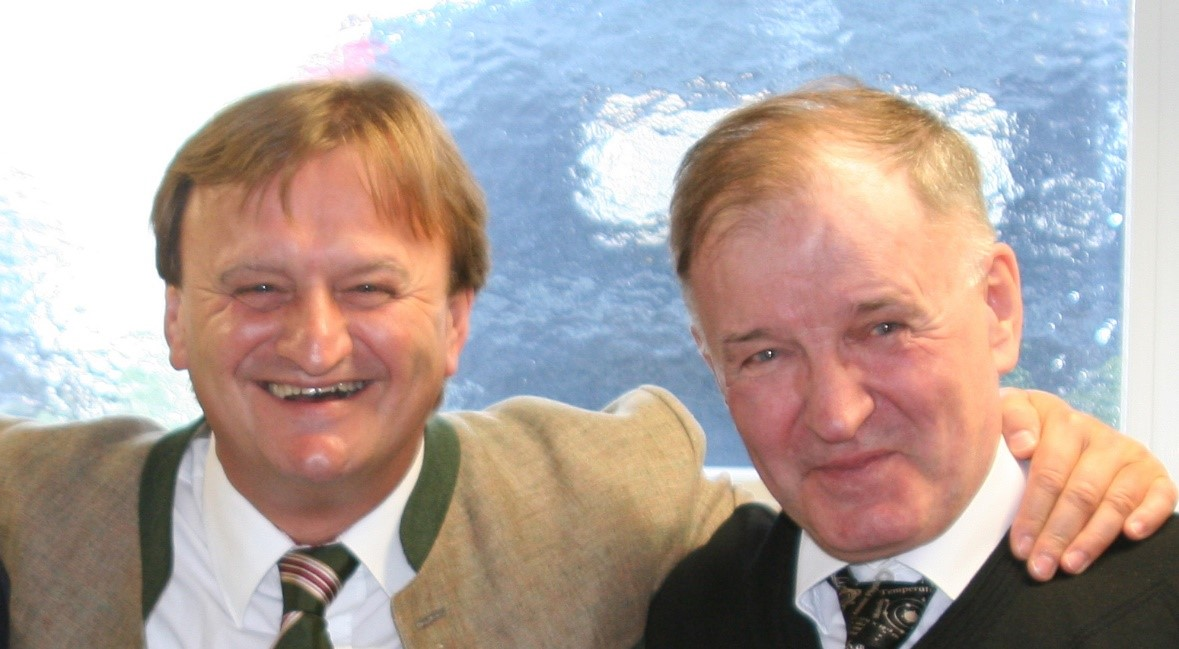
На фото Кубингер У.Й., Сидорин Ю.Ю.

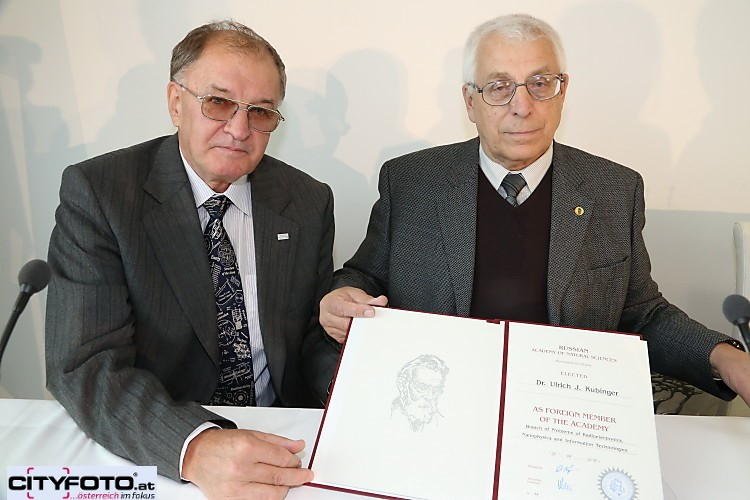
Вручение звания Почетный доктор РАН Кубенгеру У.Й. (на фото Губин С.П., Сидорин Ю.Ю.)

В 2003 году Сидорин Юрий Юрьевич и Сергеем Павловичем Губиным в составе команды Ульриха Йозефа Кубингера из VTA Austria GmbH начали разработку продукта, основанного на активном принципе нанотехнологий. При разработке нанотехнологические подходы сочетались с механизмами биологической очистки очистных сооружений. Их совместная работа привела к созданию технологии VTA Nanofloc, которая позволяет эффективно очищать сточные воды с использованием наноматериалов.
В 2012 году благодаря совместной работе российско-австрийских ученых, в числе которых был Сидорин Юрий Юрьевич, в Австрии был открыт завод по очистке сточных вод. Этот проект стал значимым шагом в области экологически чистых технологий и укрепил международное сотрудничество в научной сфере.
В 2010—2015 годах в сотрудничестве с Clusternanotech Group (Италия), было проведено успешное тестирование хелатного комплекса удобрений на фермерском хозяйстве по выращиванию маслин.
В 2011 году в составе группы ученых Юрием Юрьевичем был разработан метод сохранения наноалмазов без графитизации, АО ФНПЦ Алтай

## Научное направление и достижения
Основное научное направление Юрия Юрьевича включает синтез и изучение физико-химических свойств наноматериалов.
Сидорин Юрий Юрьевич известен своими исследованиями в области азидов тяжёлых металлов и нанотехнологий. впервые разработал методику синтеза стабильных частиц серебра со средними размерами 1-2 нм. Основное отличие такого серебра заключено в высокой реакционной и биоцидной способностях, а сами частицы имеют кластерную структуру.
Является автором 35 публикаций в центральной печати, 17 авторских свидетельств и патентов, а также 3 монографий, среди основных публикаций:

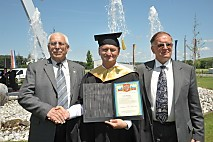
Открытие завода по очистке сточных вод в Австрии (на фото Губин С.П., Кубингер У.Й., Сидорин Ю.Ю.)

- Полиморфное превращение в азиде серебра / Ю. Ю. Сидорин, Б. Г. Эренбург, Ю. А. Захаров. — ЖФХ. — 1981. — Т.55. — С.254 — 255.[3]
- Характер переноса носителей заряда в азиде серебра / Ю. Ю. Сидорин, Ю. А. Захаров, Е. В. Кучис. — Деп. в ВИНИТИ, 1981. — № 123. — С.82. — 21.[4]
- Взрывное разложение азида серебра / Ю. Ю. Сидорин, С. И. Куракин, В. Г. Додонов. — Физика горения и взрыва, 24:3 (1988), 104—106.
- Влияние методики синтеза на терморастад и электрофизические характеристики азида серебра / Ю. Ю. Сидорин, Ю. Р. Морейнс. — Изв. АН СССР. Неорг. материалы. 1987, Т. 23, № 10, С. 1752—1753.
- Структурные исследования азидов тяжёлых металлов / Ю. Ю. Сидорин, В. М. Пугачёв, Г. М. Диамант. — Рукопись деп. в ВИНИТИ от 29.12.85. № 9016 В. — 24 с.
- Холловская подвижность носителей заряда в азиде серебра / Ю. А. Захаров, Ю. Ю. Сидорин, Е. В. Кучис. — Неорг. мат. 1979. Т. 15. № 8. С.1397-1401.
- Явления переноса заряда в процессе термического разложения азида серебра / Ю. Ю. Сидорин. — В кн.: Кинетика и механизм реакций в твёрдых телах. Кемерово, КемГУ, 1982. — С. 147—150.
- Термостимулированная проводимость в азиде серебра / Ю. Ю. Сидорин. — ЖФХ. 1982. — Т. ЬУ1. — № 7. — С. 818—819.
- Электрофизические методы исследования в химии твёрдого тела / Ю. Ю. Сидорин. — Уч. пособие. — Кемерово.: ККИ, 1989. — 104 с.
- Влияние кластерного серебра на патогенную микрофлору органических отходов агропромышленного комплекса[5]
- Жидкое серебро[6]

## Интеллектуальная собственность

Способ изготовления носителя информации

Сидорин Юрий Юрьевич является автором следующих патентов:
- Коллоидный раствор наносеребра и способ его получения.
- Способ получения коагулянта для промышленных сточных вод.
- Биоцидная композиция. Способ изготовления носителя информации

Авторское свидетельство №867238 "Способ измерения подвижности ионов в ионных проводниках"
Авторское свидетельство №1274871 "Способ пайки материалов"
Авторское свидетельство №1178232 "Способ изготовления носителя информации"
Авторское свидетельство №1181800 "Способ пайки материалов"
Авторское свидетельство №784642 "Способ измерения проводимости ионных проводников"
Авторское свидетельство №1116915 "Способ создания омических контактов к металлонеорганическим разлагающимся соединениям"
Авторское свидетельство №1345268 "Способ изготовления электрического контакта"
Авторское свидетельство №1216925 "Способ хранения азидов тяжелых металлов"
Авторское свидетельство №1114209 "Элемент памяти"
Авторское свидетельство №1123473 "Способ селективного нанесения металла на полупроводник"
Авторское свидетельство №1235376 "Элемент памяти"
Авторское свидетельство №1272647 "Способ очистки азидов металлов"

## Участие на выставках и конференциях
Сидорин Юрий Юрьевич принимал активное участие в научных выставках и конференциях по всему миру: Финляндия, Литва, Латвия, Эстония, Грузия, Германия, Австрия, Франция, Италия, Испания, Израиль, Египет, Китай, Япония.

Диплом II степени Всероссийской выставки Минвуза РСФСР, ВДНХ СССР «Машиностроительная технология-87» за разработку «Установка для нанесения локальных покрытых драгоценными металлами».
Диплом I степени Всероссийской выставки Минвуза РСФСР, ВДНХ СССР «Машиностроительная технология-87» за разработку «Селективная металлизация тел»
Диплом II степени Всероссийской выставки Минвуза РСФСР, ВДНХ СССР «Машиностроительная технология-87» за разработку «Новый способ пайки труднопиваемых материалов».
Диплом за участие в областной выставке творческих разработок молодых новаторов «Мастер - золотые руки» Сидорина Ю.Ю.
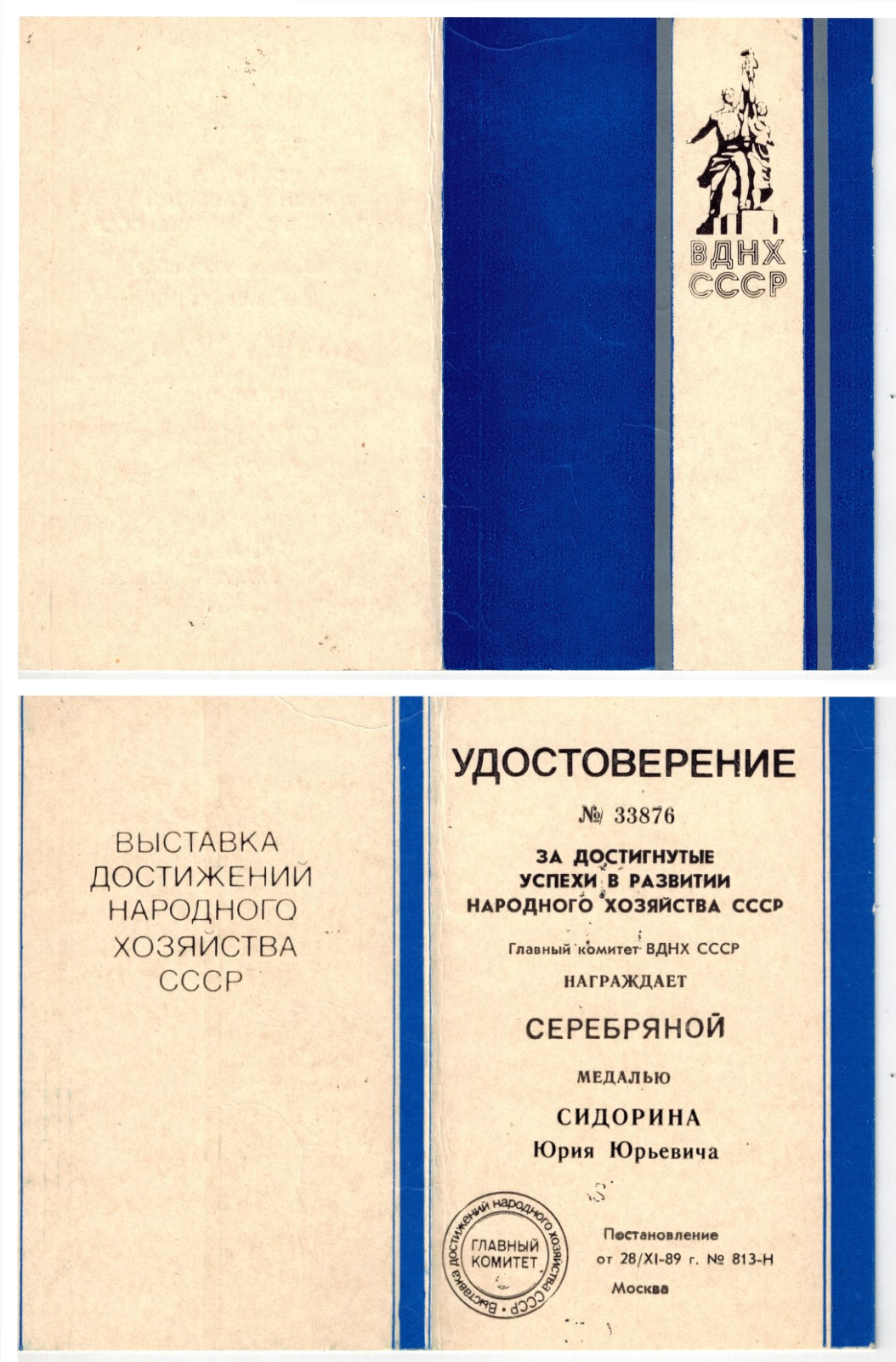
Удостоверение к серебряной медали выставки достижений народного хозяйства СССР "За достигнутые успехи в развитии народного хозяйства СССР" Сидорина Ю.Ю.
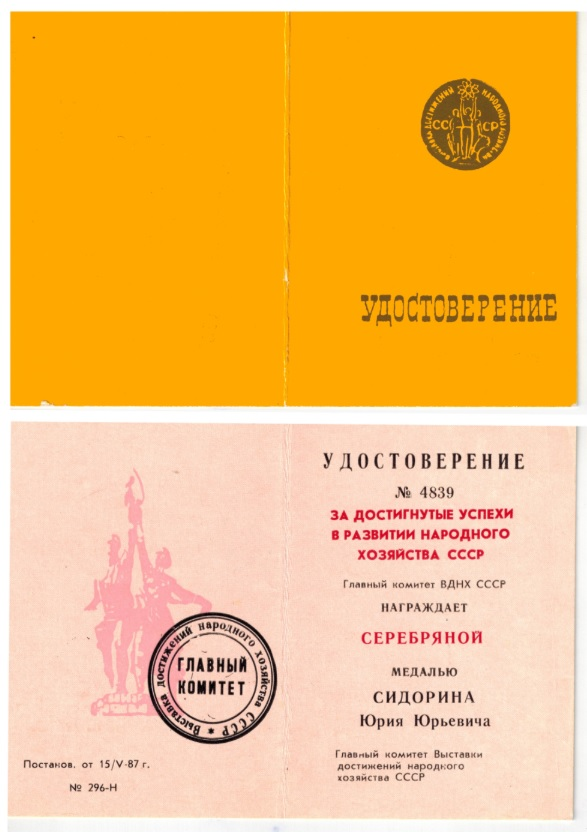
Удостоверение к серебряной медали Выставки достижений народного хозяйства СССР №4839 "За достигнутые успехи в развитии народного хозяйства СССР" Сидорина Ю.Ю.
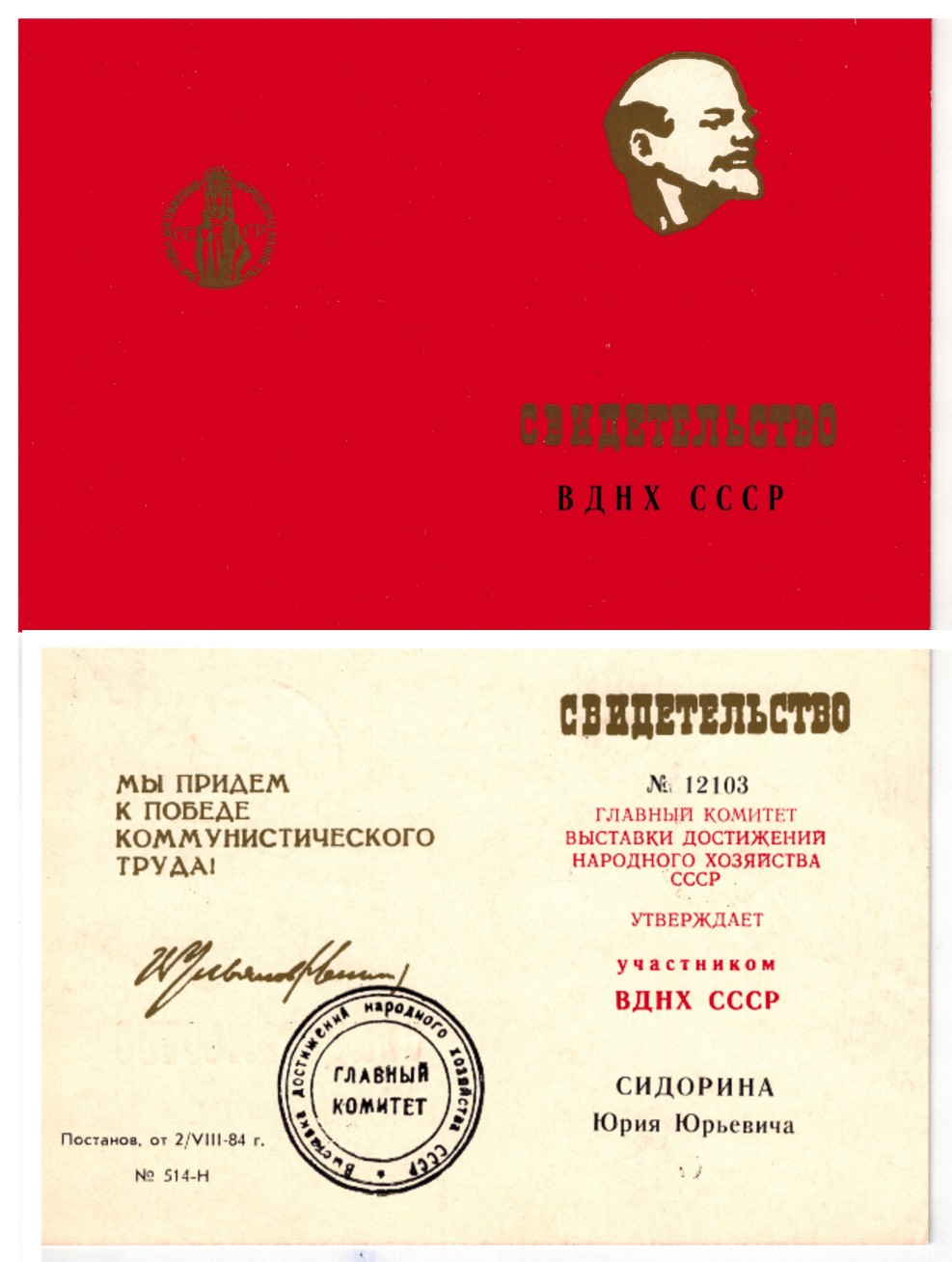
Свидетельство участника ВДНХ СССР №12103 Сидорина Ю.Ю.

## Награды и признание
За свои достижения Сидорин Юрий Юрьевич был удостоен наградами в области науки и нанотехнологии.

В 1990 году получил медаль за трудовую доблесть.

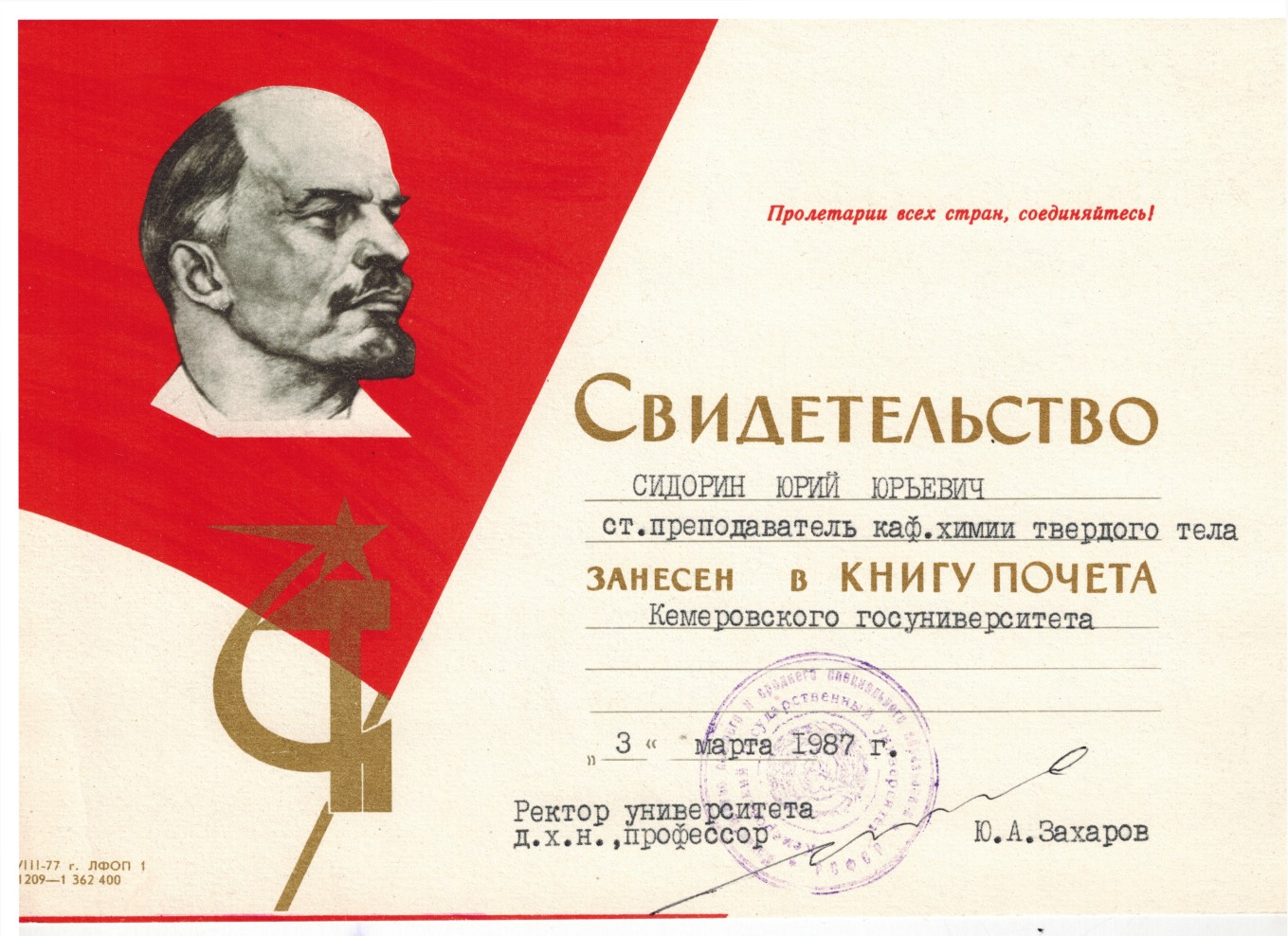
Свидетельство о занесении в книгу почета Кемеровского госуниверситета Сидорина Ю.Ю., старшего преподавателя кафедры химии твердого тела
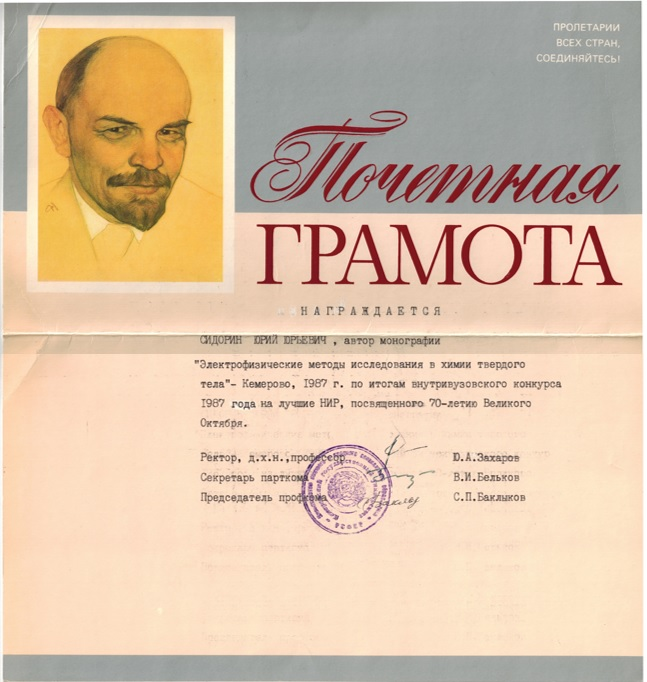
Почетная грамота. Победитель социалистических соревнований "За успехи, достигнутые в социалистическом соревновании 1987 года" Сидорина Ю.Ю.
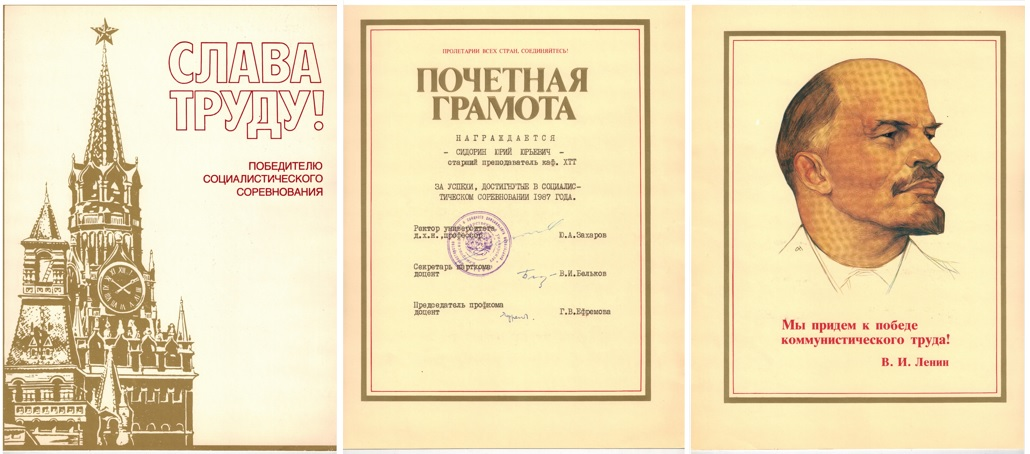
Почетная грамота. Победителю социалистических соревнований "За успехи, достигнутые в социалистическом соревновании 1987 года" Сидорина Ю.Ю.